# 털납작벌레

분포도

털납작벌레(Trichoplax adhaerens)는 판형동물문의 유일한 종으로, 풍선 모양의 해양 동물이다. 일정한 압력이 유지되는 유체가 채워진 체강(體腔)을 지니고 있다. 연체질이며 직경은 약 0.5 mm이다. 큰 아메바와 외관이 비슷하지만, 다세포이며 안과 밖의 구별이 있다.

## 발견의 역사
1883년, 오스트리아의 슈즈(Schuze)에 의해 바닷물 수조 안에서 발견되었다. 학명인 T. adhaerens는 유리 피펫이나 현미경의 슬라이드 글라스의 바닥에 부착하는(adhere) 성질로부터 명명되었다.
이 동물을 중생동물로 보는 학설이 있는 반면, 같은 동물을 관찰한 Stiasny는 같은 수조에서 Eleutheria속의 해파리가 출현했던 것에 주목하여, 이것을 자포동물의 유충인 플라눌라(planula)가 변형된 것이라고 단정했다. 그 이후는 기록이 없기 때문에, 종의 존재 자체가 의문시되거나, 또는 자포동물로 결론이 내려진 상태가 계속되고 있었다.
그러나 1960년대에 재발견되었으며, 배양에 성공한 후에 상세한 연구가 진행되었다. 이 결과 다른 동물군에는 속하지 않음이 밝혀졌고, 1971년에 새롭게 판형동물문(Placozoa)이라는 분류를 만들어 분류하였다.

## 형태적 특징
털납작벌레는 기관과 대부분의 조직이 없다. 신경계도 존재하지 않지만, 신경계를 갖춘 종으로부터 진화한 것을 시사하는 증거도 있다. 등과와 배의 구별이 있으며, 3개의 층으로 나뉘고 2000 ~ 3000개의 세포로 구성되어 있다.